# 布莱斯河畔沃
布莱斯河畔沃（法語：Vaux-sur-Blaise，法語發音：[vo syʁ blɛz]）是法国上马恩省的一个市镇，属于圣迪济耶区。

## 地理
布莱斯河畔沃（48°28'17"N, 4°58'15"E）面积7.19 平方千米，位于法国大東部大區上马恩省，该省份为法国东北部内陆省份，北起马恩省和默兹省，西接奥布省，西南接科多尔省，东南接上索恩省，东临孚日省。
与布莱斯河畔沃接壤的市镇（或旧市镇、城区）包括：巴伊欧福日、布鲁斯瓦勒、栋布兰、布莱斯河畔蒙特勒伊、拉什库尔-叙泽蒙、瓦勒雷、瓦西。

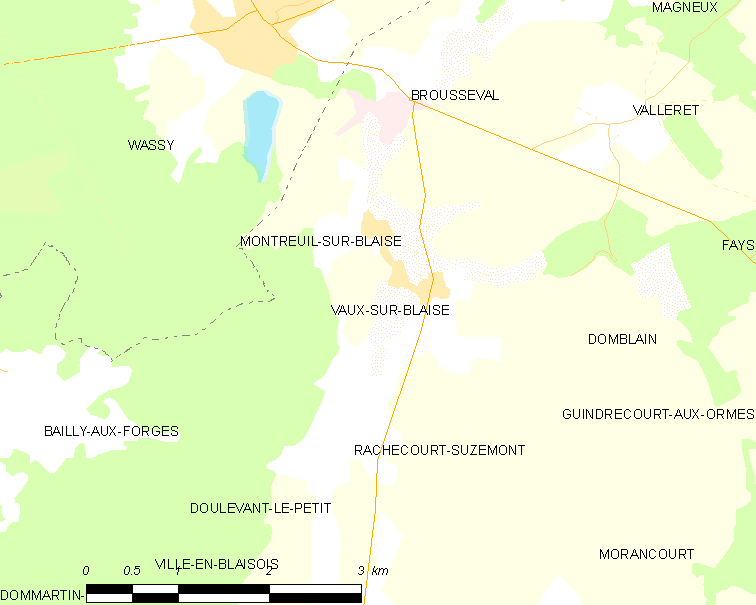
布莱斯河畔沃的OSM定位图

布莱斯河畔沃的时区为UTC+01:00、UTC+02:00（夏令时）。

## 行政
布莱斯河畔沃的邮政编码为52130，INSEE市镇编码为52510。

## 政治
布莱斯河畔沃所属的省级选区为瓦西县。

## 人口

1962-2008年间布莱斯河畔沃人口变化图示

布莱斯河畔沃于2022年1月1日时的人口数量为347人。